# Randall Stout
Randall Paul Stout (Knoxville (Tennessee), 6 de mayo de 1958 – Los Ángeles, 11 de julio de 2014) fue un arquitecto estadounidense.

## Biografía
Stout estudió arquitectura en la Universidad de Tennessee y el Master de Arquitectura en la Universidad de Rice.

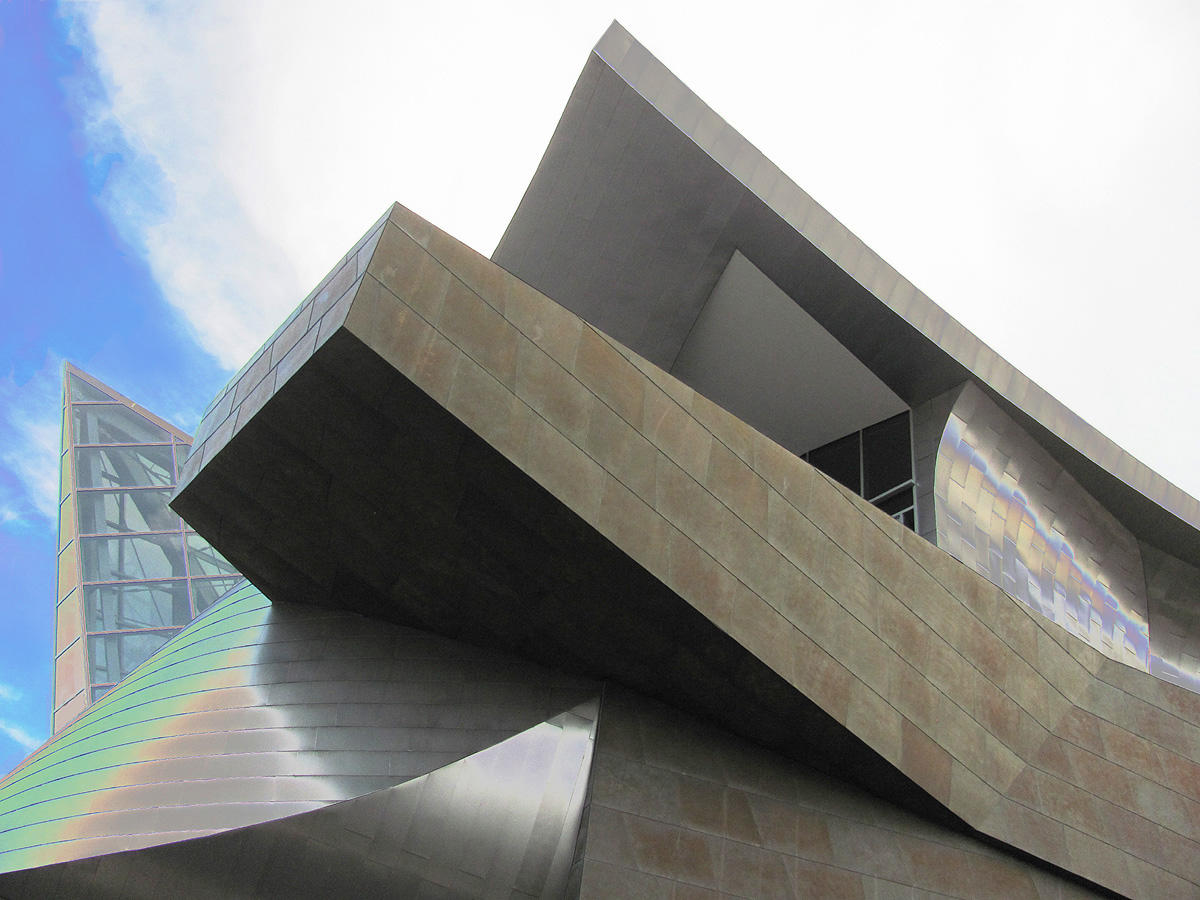
Taubman Museum of Art, Roanoke, Virginia, EE. UU. (2008)

Antes de crear su propia firma, Stout trabajó cuatro años en Skidmore, Owings and Merrill, y otros siete y medio en Frank O. Gehry & Associates.
Stout murió a causa de una cáncer renal el 11 de julio de 2014 en Los Ángeles.

## Trabajos

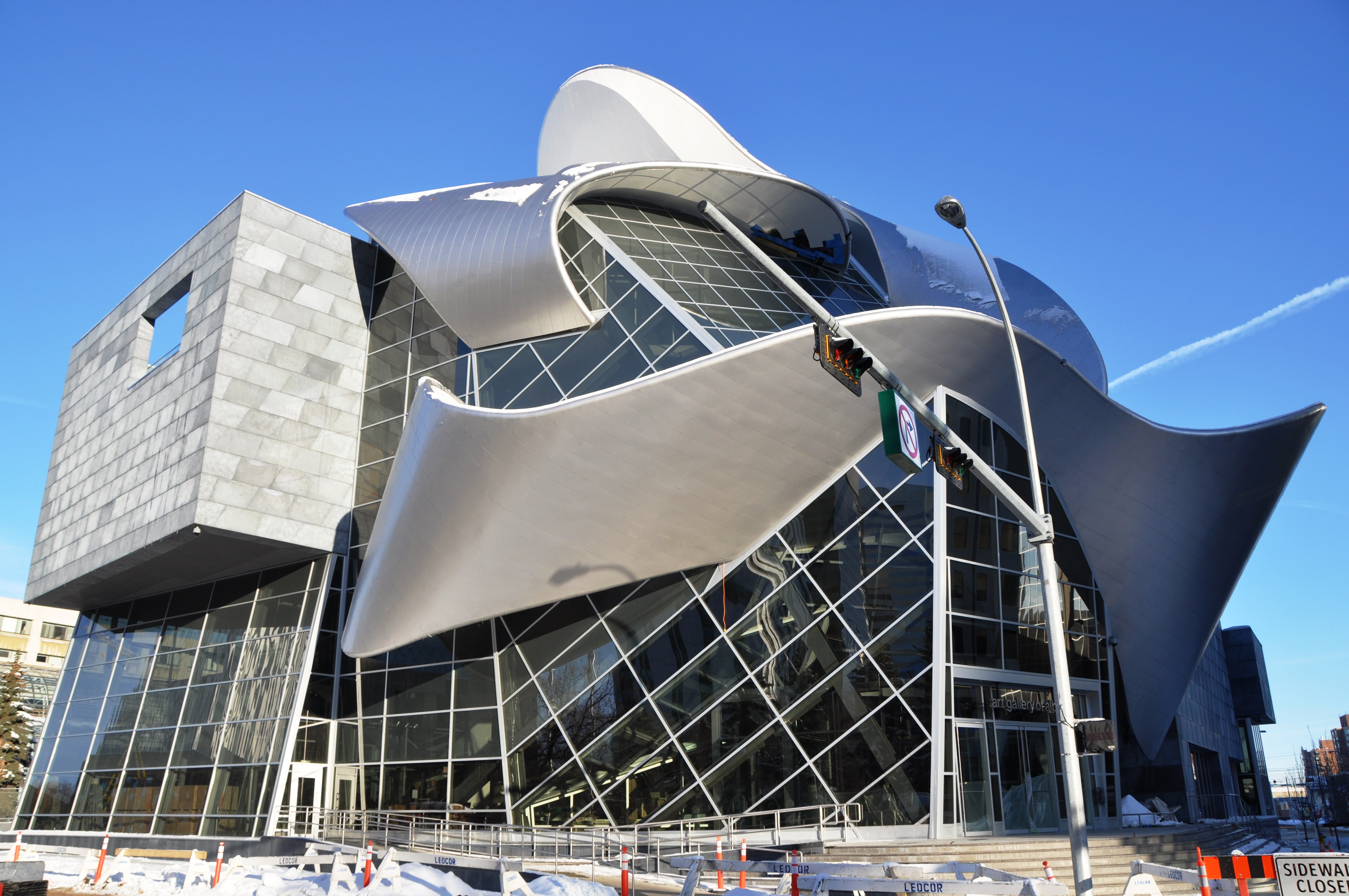
Art Gallery of Alberta, Edmonton, Alberta, Canadá (2010)

- Hunter Museum of American Art, Chattanooga, Tennessee (2005)
- Steinhude Sea Recreational Facility, Alemania
- Bünde Fire Station, Alemania
- Stadtwerke Bückeburg, Bückeburg, Alemania (1998)
- Taubman Museum of Art, Roanoke, Virginia, EE. UU. (2008)
- Art Gallery of Alberta, Edmonton, Alberta, Canadá (2010)
- Abroms-Engel Institute for the Visual Arts, Universidad de Alabama at Birmingham, Birmingham, Alabama (2014)